# Breil/Brigels
Pour les articles homonymes, voir Breil.

Blason utilisé avant la fusion de 2018.

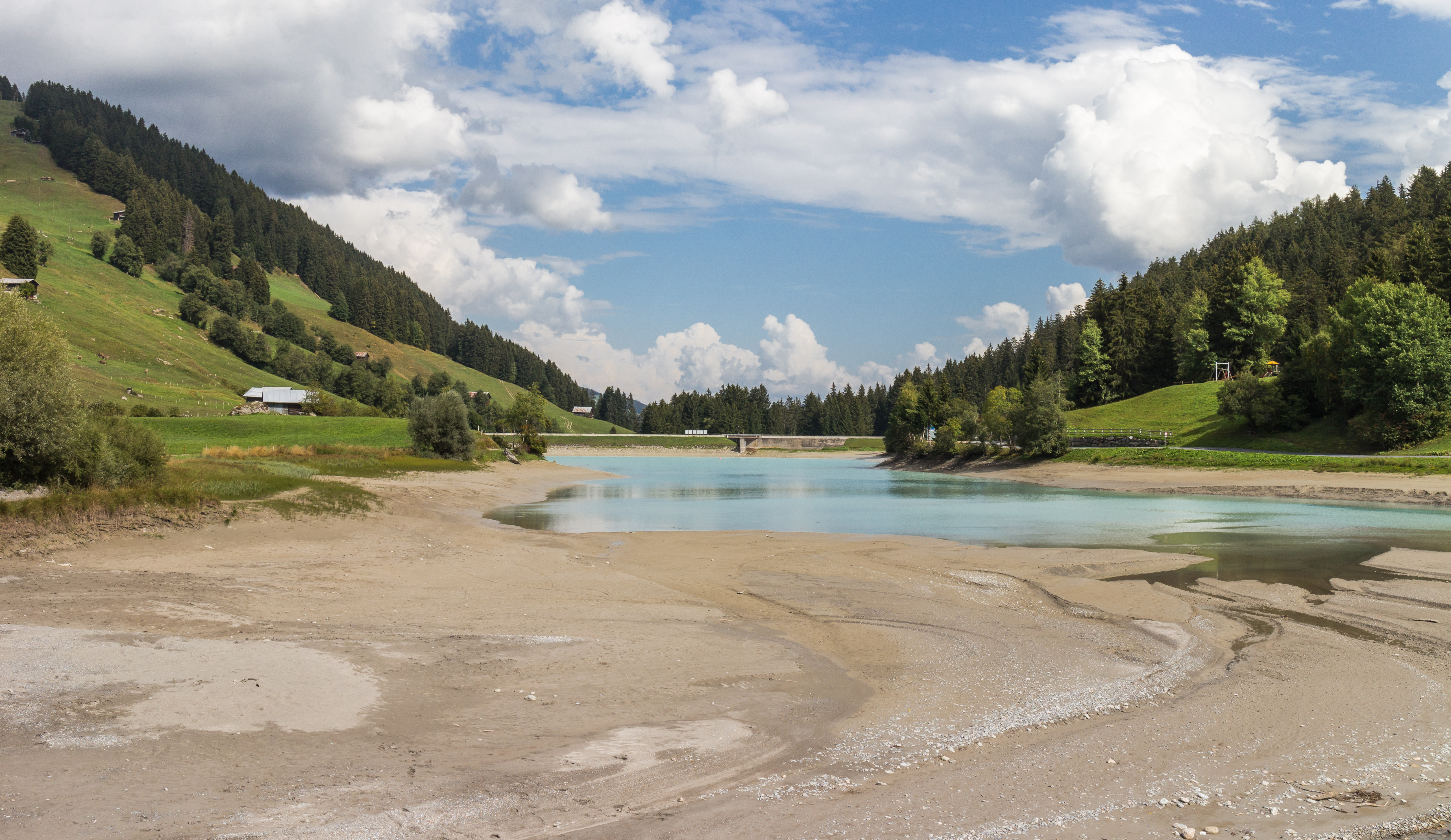
Le lac de réservoir de Breil, avec un niveau bas. Septembre 2018.

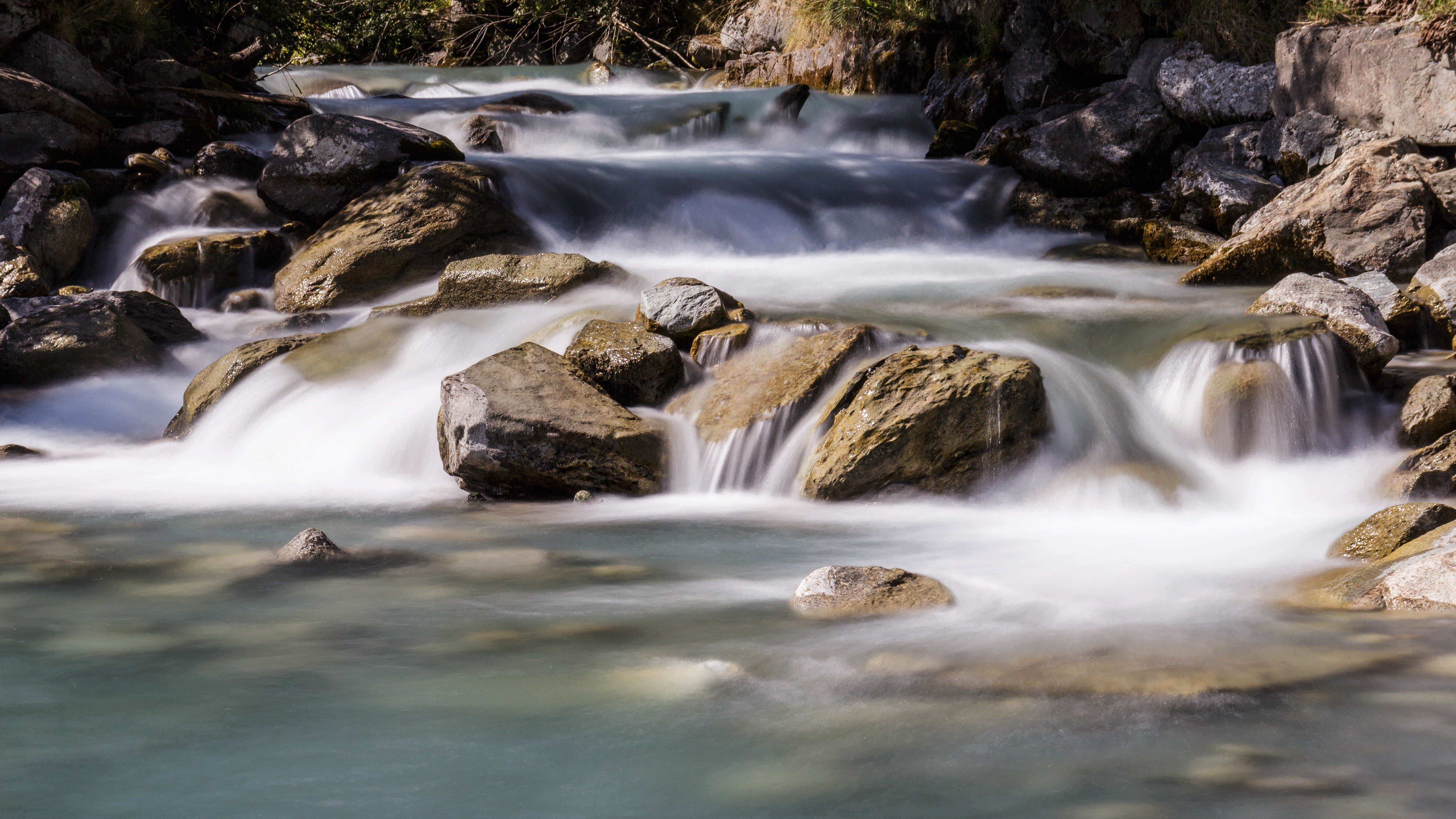
Le torrent Flem arrive dans le Lag da Breil à Breil/Brigels. Septembre 2022.

Breil/Brigels (romanche : Breil , allemand : Brigels ) est une commune suisse du canton des Grisons.
Le 1er janvier 2018, Breil/Brigels absorbe les communes voisines de Waltensburg/Vuorz et Andiast.

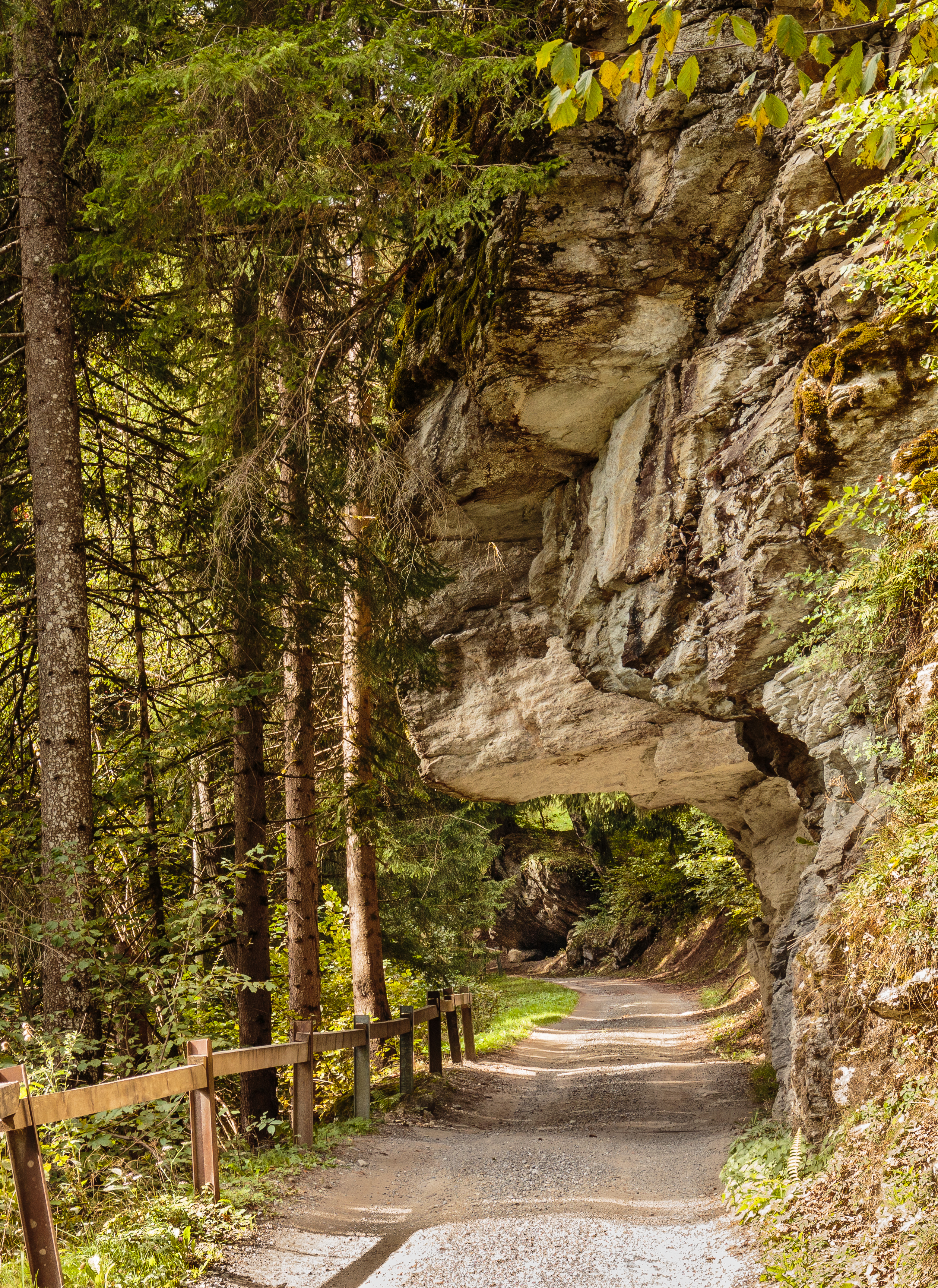
Route pittoresque de Breil-Brigels

## Tourisme
La localité fait partie depuis 2017 de l'association Les plus beaux villages de Suisse.

Photo aérienne prise à 500 m par Walter Mittelholzer (1923)